# Jessica Keenan Wynn
Jessica Keenan Wynn (geborene Jessica Keenan Armstrong; * 12. Juni 1986 in Los Angeles) ist eine US-amerikanische Schauspielerin und Sängerin.

## Leben
Jessica Keenan Wynn kommt aus einer alten Schauspieldynastie, die mit ihrem Ururgroßvater Frank Keenan (1858–1929) begann. Insbesondere ihr Großvater Keenan Wynn und ihr Urgroßvater Ed Wynn waren bekannte Schauspieler. Bereits als Säugling war sie in einer Folge der Sitcom Golden Girls zu sehen.
Bekannt geworden ist sie durch ihre Theaterrollen als Heather Chandler in Heathers: The Musical und ab 2014 in dem Musical Beautiful: The Carol King Musical, was 2014 zugleich ihr Broadway-Debüt darstellte. In den letzten Jahren übernahm Wynn Gastrollen in einer Reihe von Serien und übernahm die Nebenrolle der jungen Tanya in dem ABBA-Musicalfilm Mamma Mia! Here We Go Again.
Das Lied Candy Store aus Heathers: The Musical wurde im Januar 2025 mit einer Silbernen Schallplatte in Großbritannien ausgezeichnet.

## Filmografie
- 1987: Golden Girls (Fernsehserie, Episode 2x16)
- 2011: Go Green (Kurzfilm)
- 2011: The House of Americans (Kurzfilm)
- 2014: The Knick (Fernsehserie, Episode 1x03)
- 2015: Forever (Fernsehserie, Episode 1x15)
- 2016: Billions (Fernsehserie, Episode 1x03)
- 2016: Detective Laura Diamond (The Mysteries of Laura; Fernsehserie, Episode 2x09)
- 2018: Mamma Mia! Here We Go Again
- 2021: Clifford der große rote Hund (Clifford the Big Red Dog)